# Tatra 10
O NW tipo U é um automóvel fabricado pela veterana Nesselsdorfer Wagenbau-Fabriks-Gesellschaft (NW, agora conhecida como Tatra). Após o sucesso do NW S, foram lançados os modelos NW T (quatro cilindros) e NW U (seis cilindros). Ambos tem comando de válvulas no cabeçote, com câmara de combustão hemisférica, sendo os cilindros fundidos numa só peça com o bloco do motor.

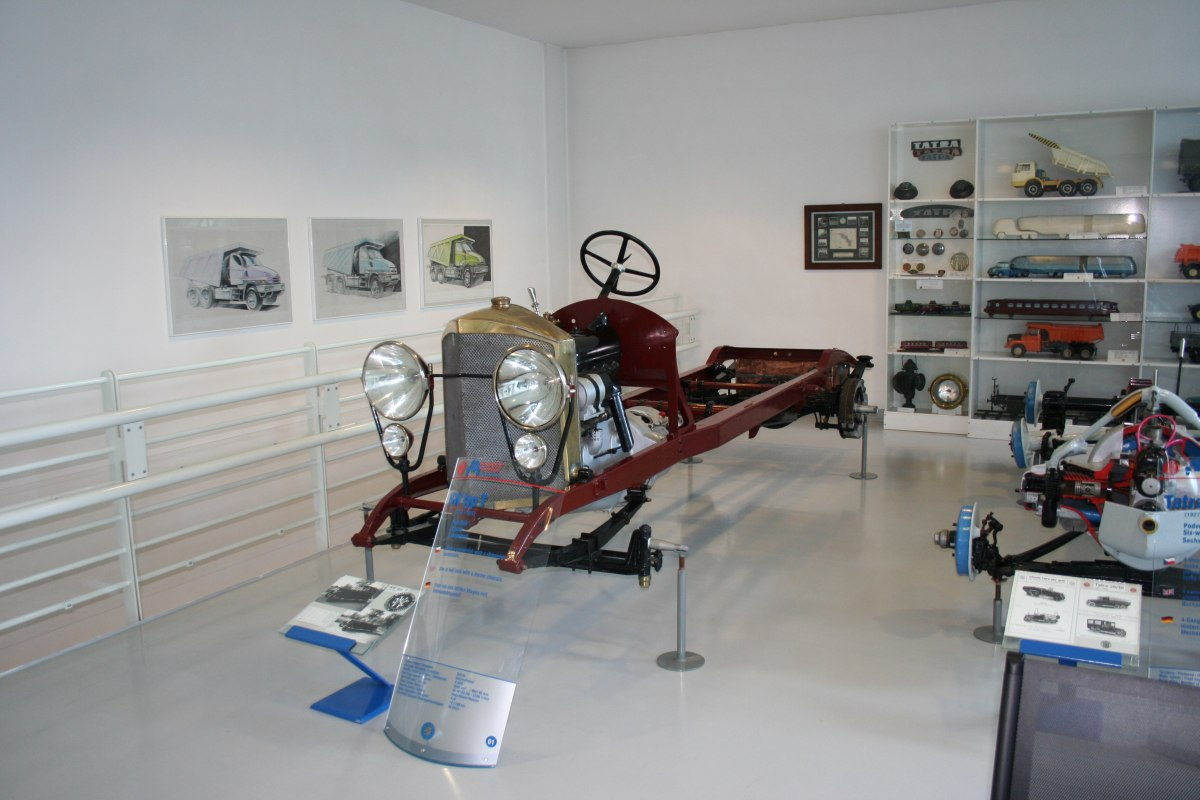
Chassis do Tatra 10

Quando a companhia mudou de nome, em 1919, o modelo foi rebatizado para Tatra 10. O automóvel chega até a velocidade de 120 km/h.
O Tipo U foi equipado com freios nas quatro rodas, sendo provavelmente o primeiro carro de produção em todo o mundo com este sistema de frenagem.